# Tadeusz Ryczaj
Tadeusz Ryczaj (ur. 28 sierpnia 1931 w Kowlu, zm. 1 stycznia 2010 w Mielcu) – polski polityk, wieloletni prezes WSK Mielec, poseł na Sejm PRL IX kadencji.

## Życiorys
Syn Jana i Stanisławy. W czasie II wojny światowej wraz z matką przeniósł się z Wołynia do podmieleckiego Malinia. W 1961 uzyskał tytuł zawodowy magistra ekonomii w Szkole Głównej Planowania i Statystyki, po czym w 1950 podjął pracę w Wytwórni Sprzętu Komunikacyjnego, Zakład nr 1 w Mielcu, gdzie w latach 1966–1989 zajmował stanowisko dyrektora. Był członkiem Związku Młodzieży Wiejskiej i Związku Młodzieży Polskiej. W 1959 wstąpił do Polskiej Zjednoczonej Partii Robotniczej. Był członkiem Komitetu Wojewódzkiego partii w Rzeszowie. W 1981 był członkiem egzekutywy (od 13 stycznia do 6 sierpnia). Należał także do „Solidarności”.
W 1985 uzyskał mandat posła na Sejm PRL IX kadencji, startując z listy krajowej. Zasiadał w Komisji Przemysłu, Komisji Nadzwyczajnej do rozpatrzenia projektu ustawy o zmianach w organizacji naczelnych i centralnych organów administracji państwowej oraz w Komisji Nadzwyczajnej do kontroli wdrażania programu realizacyjnego drugiego etapu reformy gospodarczej.
Bez powodzenia kandydował w kolejnych wyborach parlamentarnych – w 1989 do Senatu z ramienia PZPR, a w 1991 do Sejmu z listy Sojuszu Lewicy Demokratycznej.
Zmarł 1 stycznia 2010 w Mielcu. Został pochowany cztery dni później na cmentarzu parafialnym w Chorzelowie.

## Odznaczenia
- Order Sztandaru Pracy I klasy
- Krzyż Oficerski Orderu Odrodzenia Polski
- Krzyż Kawalerski Orderu Odrodzenia Polski
- Srebrny Krzyż Zasługi
- Medal 30-lecia Polski Ludowej
- Medal 40-lecia Polski Ludowej
- Złoty Medal „Za zasługi dla obronności kraju”
- Złote Odznaczenie im. Janka Krasickiego
- Wpis do „Księgi zasłużonych dla województwa rzeszowskiego” (1974)[2].

## Upamiętnienie
27 sierpnia 2020 Rada Miejska w Mielcu przyjęła uchwałę, na której mocy rondu na skrzyżowaniu ulic Wojska Polskiego i Przemysłowej nadano imię Tadeusza Ryczaja. Została ona unieważniona przez wojewodę podkarpackiego Ewę Leniart, która swoją decyzję argumentowała opinią Instytutu Pamięci Narodowej. Zarządzenie wojewody uchylił Wojewódzki Sąd Administracyjny w Rzeszowie, a skargę na wyrok oddalił Naczelny Sąd Administracyjny. 27 sierpnia 2022 odbyła się uroczystość nadania rondu na skrzyżowaniu ulic Wojska Polskiego i Przemysłowej imienia Tadeusza Ryczaja.